# 訃報 2009年12月
訃報 2009年12月（ふほう 2009ねん12がつ）では、2009年12月中に物故した、又は物故が報じられた人物についてまとめる。

## （1日 - 15日）
- 12月1日 - トミー・ヘンリック（Tommy Henrich）、アメリカ合衆国のプロ野球選手（* 1913年）
- 12月1日 - セレーニ・エヴァ（Éva Szörényi）、ハンガリーの女優（* 1917年）
- 12月1日 - 片岡みどり、日本のピアニスト、相愛大学名誉教授（* 1922年）
- 12月1日 - ビッグ・ビル・リスター（"Big Bill" Lister）、アメリカ合衆国のホンキートンク歌手（* 1923年）
- 12月1日 - ラムセス・シャフィー（Ramses Shaffy）、オランダの歌手、俳優（* 1933年）
- 12月1日 - ポール・ナッシー、スペインの俳優、映画監督（* 1934年）[1]
- 12月2日 - 平山郁夫、日本画家、元東京藝術大学学長、文化功労者（* 1930年）
- 12月2日 - 伊藤正義、日本の国文学者（* 1930年）
- 12月2日 - 永田昌久、日本の実業家、日本製鋼所元社長（* 1940年）
- 12月2日 - 橋本昌二、囲碁棋士（* 1935年）
- 12月2日 - ヨゾ・クリジャノヴィッチ（Jozo Križanović）、ボスニア・ヘルツェゴビナの政治家（* 1944年）
- 12月2日 - エリック・ウルフソン（Eric Woolfson）、スコットランドの歌手（* 1945年）
- 12月2日 - ヴィェコスラフ・シュテイ/フィエコスラフ・ステイ（Vjekoslav Šutej）、クロアチアの指揮者（* 1951年）
- 12月3日 - リチャード・トッド、アイルランド生まれのイギリスの俳優（* 1919年）
- 12月3日 - 梅田良三、日本の耳鼻咽喉科医師、金沢大学名誉教授（* 1926年）
- 12月3日 - ポーラ・ホーキンス（Paula Hawkins）、アメリカ合衆国の政治家(共和党)、元フロリダ州選出合衆国上院議員（* 1927年）
- 12月3日 - ジャーシム・サーレハ（جاسم الصالح） 、クウェートの俳優（* 1936年）
- 12月3日 - 有田麻里、日本の女優、声優（* 1939年）
- 12月4日 - 石田名香雄、日本のウイルス学者、東北大学元学長（* 1923年）
- 12月4日 - 藤田照清、日本の教育者、智辯学園理事長（* 1929年）
- 12月4日 - ヴャチェスラフ・チーホノフ（Vyacheslav Tikhonov）、ロシアの俳優（* 1928年）
- 12月4日 - ホルディ・ソーレ・トゥーラ（Jordi Solé Tura）、スペインの政治家（スペイン社会労働党）、同国第10代文化相（* 1930年）
- 12月4日 - リアム・クランシー（Liam Clancy）、アイルランドの歌手（* 1935年）
- 12月4日 - 天井邦夫、日本の元ラジオディスクジョッキー（* 1937年）
- 12月4日 - 川島忠一、日本の政治家、元東京都議会議長（* 1946年）
- 12月4日 - エディ・ファトゥ、サモア出身のアメリカ合衆国のプロレスラー（* 1973年）
- 12月5日 - ウィリアム・A・ウィルソン（William A. Wilson）、アメリカ合衆国の外交官（* 1914年）
- 12月5日 - オットー・グラーフ・ラムスドルフ、ドイツの政治家（* 1926年）
- 12月5日 - アルフレート・フルドリチカ（Alfred Hrdlicka） 、オーストリアの芸術家（* 1928年）
- 12月5日 - マルコム・ペリー（Malcolm Perry）、アメリカ合衆国の医師、ジョン・F・ケネディアメリカ合衆国大統領の暗殺事件の検視医（* 1929年）
- 12月5日 - マルコヴィッチ・カルマーン（Kálmán Markovits）、ハンガリーの水球選手、ヘルシンキオリンピック・メルボルンオリンピック金メダリスト（* 1931年）
- 12月5日 - 畠野洋夫、元自衛隊体育学校教官（* 1933年）
- 12月5日 - ジャック・ローズ（Jack Rose）、アメリカ合衆国のギタリスト（* 1971年）
- 12月6日 - 森本甚兵衛、日本の実業家、日本盛会長（* 1916年）
- 12月6日 - 神保五彌、日本の文学者、早稲田大学名誉教授（* 1923年）
- 12月6日 - ダウダ・ソウ、セネガルの政治家（* 1933年）
- 12月7日 - 濱田駿吉、日本の元ホッケー選手、実業家、オーエム製作所会長（* 1910年）
- 12月7日 - ピョートル・ヴァイリ（Вайль, Пётр Львович） 、ロシアのラジオジャーナリスト、（* 1949年）
- 12月8日 - 儀我壮一郎、日本の経営学者、大阪市立大学教授（* 1919年）
- 12月8日 - マッシモ・ボジャンキーノ、イタリアのピアノ奏者、音楽学者（* 1922年）
- 12月8日 - 寺崎隆行、日本の文学者、日本大学経済学部教授（* 1946年）
- 12月9日 - フランソワ・ブランシャール（François Blanchard）、フランスの外交官、国際労働機関元事務局長（* 1916年）
- 12月9日 - 吉村茂夫、日本の実業家、南海電気鉄道元社長、元南海ホークスオーナー（* 1918年）
- 12月9日 - ジーン・バリー、アメリカ合衆国の俳優（* 1919年）
- 12月9日 - ロドリコ・カラソ・オディオ（Rodrigo Carazo Odio）、コスタリカの政治家、元同国大統領（* 1926年）
- 12月9日 - シェール・ラウゲルー、元グアテマラ大統領（* 1930年）
- 12月9日 - ファラマルズ・パイヴァール、イランの作曲家・サントゥール奏者（* 1933年）
- 12月9日 - 渋谷克美、日本の哲学者、愛知教育大学教授（* 1948年）
- 12月10日 - 古賀愛人、日本の実業家、テレビ西日本元社長（* 1922年）
- 12月10日 - ヨージェフ・コチアン、ハンガリーの卓球選手（* 1926年）
- 12月10日 - 李烈雨、韓国のプロボクサー（* 1967年）
- 12月11日 - 野村勉四郎、元サッポロワイン代表取締役社長、元サッポロビール副社長（* 1911年）
- 12月11日 - 馮紀忠（冯纪忠） 、中華人民共和国の建築学者（* 1915年）
- 12月11日 - ジャン＝ロベール・ゴーティエ（Jean-Robert Gauthier）、カナダの政治家、カナダ下院議員（* 1929年）
- 12月11日 - 村田忠男、日本の元サッカー選手、日本サッカー協会元副会長（* 1932年）
- 12月12日 - 双葉十三郎、日本の映画評論家（* 1910年）
- 12月12日 - 三上嘉明、日本の歴史学者、広島大学名誉教授（* 1920年）
- 12月12日 - ヴァル・エイヴリー（Val Avery）、アメリカ合衆国の俳優（* 1924年）
- 12月12日 - 矢追秀彦、日本の政治家、元公明党衆議院議員、元参議院議員（* 1933年）
- 12月12日 - クラヴディヤ・ボヤルスキフ（Klavdiya Boyarskikh）、ソビエトのクロスカントリースキー選手（* 1939年）
- 12月12日 - ロバート・ヘフト（Robert G. Heft）、アメリカ合衆国の国旗のデザイナー（* 1942年）
- 12月13日 - ポール・サミュエルソン、アメリカ合衆国の近代経済学者、ノーベル経済学賞受賞者（* 1915年）
- 12月13日 - 四田昌二、日本の彫刻家（* 1925年）
- 12月13日 - 松形良正、日本の政治家、元宮崎県えびの市長、松形祐堯元宮崎県知事の弟（* 生年不明）
- 12月14日 - ジャック・デナム（Jack Denham）、オーストラリアの競馬調教師（* 1924年）
- 12月14日 - ドミニク・ザルディ（Dominique Zardi）、フランスの映画俳優（* 1930年）
- 12月14日 - 島悟、日本の精神科医師（* 1951年）
- 12月14日 - 森田豊、日本の銀行家、住友信託銀行元社長（* 1943年）
- 12月15日 - アラン・アコート（Alan A'Court）、イングランドのサッカー選手、元同国代表選手（* 1934年）
- 12月15日 - 上野直樹、作曲家、ボイストレーナー（* 1959年）

## （16日 - 31日）
- 12月16日 - 佐伯孝、日本の実業家、日清製粉元会長（* 1916年）
- 12月16日 - 小村康一、日本の元外交官、元在ブラジル連邦共和国特命全権大使（* 1925年）
- 12月16日 - マント・シャバララ＝ムシマン（Manto Tshabalala-Msimang）、南アフリカの女性政治家、元保健相（* 1940年）
- 12月16日 - エゴール・ガイダル、ロシアの政治家、元ロシア連邦首相代行（* 1956年）
- 12月16日 - ウラディミール・トゥルチンスキー（Vladimir Turchinsky）、ロシアの俳優（* 1963年）
- 12月16日 - ロイ・E・ディズニー、アメリカ合衆国の映画プロデューサー、実業家、ウォルト・ディズニーの甥（* 1930年）
- 12月17日 - ジェニファー・ジョーンズ 、アメリカ合衆国の女優（* 1919年）
- 12月17日 - アミーン・アル＝ハフィズ（Amin al-Hafiz ）、シリアの元政治家、シリア・アラブ共和国第5代大統領、同第7代、第9代首相（* 1921年）
- 12月17日 - 吳鶯音（吳鶯音）、中華民国の歌手（* 1922年）
- 12月17日 - ミレンコ・ミヒッチ（Miljenko Mihić）、旧ユーゴスラビアのサッカー選手、レッドスター・ベオグラード元監督（* 1934年）
- 12月17日 - 涌井紀夫、日本の裁判官、最高裁判所裁判官（* 1942年）
- 12月17日 - 伊東律子、日本の放送プロデューサー、日本放送協会元理事（* 1943年）
- 12月17日 - ダン・オバノン、アメリカ合衆国の脚本家、映画監督（* 1946年）
- 12月17日 - クリス・ヘンリー、アメリカ合衆国のシンシナティ・ベンガルズ所属アメリカンフットボール選手（* 1983年）
- 12月18日 - ルネ・ルバ（Renée Lebas）、フランスのシャンソン歌手（* 1917年）
- 12月18日 - アルベルト・ラフォルス・カサマダ、スペインの画家、詩人（* 1923年）
- 12月18日 - 冨士田元彦、歌人（* 1937年）
- 12月18日 - 山本研一、日本の放送経営者、エフエム北海道前社長（* 1939年）
- 12月18日 - 加藤仁、日本のノンフィクション作家（* 1947年）
- 12月19日 - 前田利信、日本の元華族、旧富山藩前田家15代当主（* 1916年）
- 12月19日 - ホセイン＝アリー・モンタゼリー（Hussein-Ali Montazeri） 、イランの宗教指導者、シーア派大アーヤトッラー（* 1922年）
- 12月19日 - ゼキ・オクテン（Zeki Ökten）、トルコの映画監督（* 1941年）
- 12月19日 - キム・ピーク、アメリカ合衆国のサヴァン症候群患者（* 1951年）
- 12月20日 - ヤニス・モラリス（Γιάννης Μόραλης）、ギリシャの画家（* 1916年）[2]
- 12月20日 - ブリタニー・マーフィ、アメリカ合衆国の女優（* 1977年）
- 12月21日 - エドヴィン・クレープス、アメリカ合衆国の生化学者（* 1918年）
- 12月21日 - 小澤保知、北海道大学名誉教授・元工学部長、元北海道自動車短期大学学長（* 1919年）
- 12月21日 - 伊藤漱平、日本の中国文学者、二松学舎大学元学長（* 1925年）
- 12月22日 - 大岩祥浩、日本の音楽評論家、アルゼンチンタンゴ研究者（* 1928年）
- 12月22日 - 田辺一鶴、日本の講談師（* 1929年）
- 12月22日 - 山路秀則、日本の実業家、馬主、株式会社ヤマジ代表取締役（* 1931年）
- 12月22日 - ダンカン・パターソン（Duncan Paterson）、スコットランドのラグビー選手、元同国代表選手（* 1943年）
- 12月22日 - マディ上原、漫画家（* 1957年）
- 12月22日 - 中村修一郎、プロ野球選手（* 1935年）
- 12月23日 - ンガプー・ンガワン・ジクメ、チベットの政治家（* 1910年）
- 12月23日 - エドワード・スヒレベークス、ベルギーの神学者（*1914年）
- 12月23日 - 黒田暲之助、日本の実業家、コクヨ名誉会長（* 1916年）
- 12月23日 - 小野崎博通、日本の食品微生物学者（*?年）
- 12月24日 - スタン・ベンジャミン（Stan Benjamin）、アメリカ合衆国の元メジャーリーグベースボール選手（* 1914年）
- 12月24日 - ラファエル・カルデラ（Rafael Caldera）、ベネズエラ・ボリバル共和国の政治家、同国元大統領（* 1916年）
- 12月24日 - 喜納昌永、沖縄民謡歌手、ミュージシャン・参議院議員喜納昌吉の父（* 1920年）
- 12月24日 - 奥村公延、日本の俳優（* 1930年）
- 12月24日 - テリー・ローレス（Terry Lawless）、イギリスのプロボクシングトレーナー＆マネージャー（* 1933年）
- 12月24日 - 徳南晴一郎、日本の漫画家（* 1934年）
- 12月24日 - ジョージ・マイケル（George Michael）、アメリカ合衆国のスポーツニュース番組キャスター（* 1939年）
- 12月24日 - 志村正彦、日本のミュージシャン、ロックバンドフジファブリックのギター・ボーカリスト（* 1980年）
- 12月25日 - 上杉満生、日本の写真家（* 1939年）
- 12月25日 - ヴィック・チェスナット（Vic Chesnutt）、アメリカ合衆国のシンガーソングライター（* 1964年）
- 12月26日 - パーシー・サットン（Percy Sutton）、アメリカ合衆国の弁護士、公民権運動家（* 1920年）
- 12月26日 - デニス・ブルータス（Dennis Brutus）、南アフリカの詩人（* 1924年）
- 12月27日 - マリアム・ババンギダ、（Maryam Babangida）、元ナイジェリア大統領イブラヒム・ババンギダ夫人（* 1948年）
- 12月27日 - 福家俊明、日本の僧侶、天台寺門宗第8代管長（* 1922年）
- 12月27日 - 高林隆、日本の元サッカー選手、元サッカー日本代表（* 1931年）
- 12月28日 - 野口秀次、日本の実業家、野口観光創業者（* 1918年）
- 12月28日 - ハビブ・ブルギバ・ジュニア（Habib Bourguiba, Jr.） 、チュニジアの外交官、外務大臣（* 1927年）
- 12月28日 - ザ・レヴ、アメリカ合衆国のヘヴィメタルバンド「アヴェンジド・セヴンフォールド」ドラマー（* 1981年）
- 12月28日 - デイヴィッド・シンガー、アメリカ合衆国の国際政治学者（* 1925年）
- 12月28日 - 中村照人、日本の政治家、山梨市長、元山梨県議会議長（* 1949年）
- 12月29日 - デビッド・レバイン（David Levine）、アメリカ合衆国のイラストレーター（* 1926年）
- 12月29日 - ジミー竹内、日本のジャズドラマー（* 1930年）
- 12月29日 - ポール・サプスフォード、ニュージーランドのラグビー選手（* 1949年）
- 12月29日 - スティーブ・ウィリアムス、アメリカ合衆国のプロレスラー（* 1960年）
- 12月30日 - アドリアン・キヴンビ・ドゥング、ウガンダのカトリック教会司教（* 1923年）
- 12月30日 - 姚良、中国の非合法カトリック教会司教（* 1923年）
- 12月30日 - 白柳誠一、日本の宗教家、ローマ教皇庁カトリック枢機卿（* 1928年）
- 12月30日 - 内田袈裟彦、日本のプロゴルファー（* 1937年）
- 12月30日 - アブドゥルラフマン・ワヒド、インドネシアの政治家、第4代インドネシア大統領（* 1940年）
- 12月30日 - ヴィシュヌヴァルダン、インドの俳優（* 1950年）
- 12月30日 - ローランド・ハワード（Rowland Howard）、オーストラリアのシンガーソングライター（* 1959年）
- 12月31日 - カハル・デイリー（Cahal Daly）、アイルランドの宗教家、ローマ教皇庁カトリック枢機卿（* 1917年）
- 12月31日 - ラシディ・カワワ、タンザニアの政治家、元首相（* 1926年）
- 12月31日 - エリカ・ボイヤー、アメリカ合衆国のポルノ女優（* 1956年）
- 日付不詳 - 清家新一[3]、UFO研究家　（* 1936年）